# Festival Internacional de Cine de Berlín de 1981
La 31ª edición del Festival de Cine de Berlín se llevó a cabo del 13 al 24 de febrero de 1981.
La retrospectiva fue dedicada al productor de cine británico Michael Balcon y al director de cine turco Yılmaz Güney que fue prisionero político. El artista invitado fue para el director de cine alemán Peter Pewas.
El Oso de Oro fue otorgado para la cinta española Deprisa, deprisa dirigida por Carlos Saura.

## Jurado
Las siguientes personas fueron escogidas para el jurado de esta edición:
- Jutta Brückner, director y guionista alemán - Presidente
- Denis Héroux, director y productor de cine francés
- Astrid Henning-Jensen, director y guionista danés
- Irina Kupchenko, actriz soviética
- Peter Bichsel, periodista y escritor suizo
- Antonio Isasi-Isasmendi, director y guionista español
- Chatrichalerm Yukol, director tailandés
- Jerzy Płażewski, crítico de cine y escritor polaco
- Italo Zingarelli, productor de cine italiano

## Películas en competición
La siguiente lista presenta a las películas que compiten por Oso de Oro:
| Título en español                          | Título original                            | Director(es)            | País         |
| ------------------------------------------ | ------------------------------------------ | ----------------------- | ------------ |
| Akaler Shandhaney                          | আকালের সন্ধানে                                  | Mrinal Sen              | India        |
| Das Boot ist voll                          | Das Boot ist voll                          | Markus Imhoof           | Suiza        |
| Barnens ö                                  | Barnens ö                                  | Kay Pollak              | Suecia       |
| Yen gui lai                                | Yen gui lai                                | Jinggong Fu             | China        |
| Deprisa, deprisa                           | Deprisa, deprisa                           | Carlos Saura            | España       |
| Der Neger Erwin                            | Der Neger Erwin                            | Herbert Achternbusch    | West Germany |
| Gorączka                                   | Gorączka                                   | Agnieszka Holland       | Polonia      |
| Le Grand Paysage d'Alexis Droeven          | Le Grand Paysage d'Alexis Droeven          | Jean-Jacques Andrien    | Bélgica      |
| Fatal atracción                            | Head On                                    | Michael Grant           | Canadá       |
| History of the World in Three Minutes Flat | History of the World in Three Minutes Flat | Michael Mills           | Canadá       |
| Il minestrone                              | Il minestrone                              | Sergio Citti            | Italia       |
| Der Erfinder                               | Der Erfinder                               | Kurt Gloor              | Suiza        |
| Köszönöm, megvagyunk                       | Köszönöm, megvagyunk                       | László Lugossy          | Hungría      |
| Kudrat                                     | कुदरत                                       | Chetan Anand            | India        |
| Luang Ta                                   | หลวงตา                                     | Permphol Cheyaroon      | Tailandia    |
| Maravillas                                 | Maravillas                                 | Manuel Gutiérrez Aragón | España       |
| Milka – elokuva tabuista                   | Milka – elokuva tabuista                   | Rauni Mollberg          | Finlandia    |
| Ter land, ter zee en in de lucht           | Ter land, ter zee en in de lucht           | Paul Driessen           | Países Bajos |
| La provinciale                             | La provinciale                             | Claude Goretta          | Suiza        |
| Tributo                                    | Tribute'                                   | Bob Clark               | Canadá       |
| The Truck                                  | Камионът                                   | Christo Christov        | Bulgaria     |
| 26 días en la vida de Dostoyevsky          | Двадцать шесть дней из жизни Достоевского  | Aleksandr Zarkhi        | URSS         |
| Zigeunerweisen                             | ツィゴイネルワイゼン                       | Seijun Suzuki           | Japón        |
| Vrijdag                                    | Vrijdag                                    | Hugo Claus              | Bélgica      |

## Fuera de competición
- Toro salvaje (Raging Bull), dirigido por Martin Scorsese (EE. UU.)
- Gente corriente (Ordinary People), dirigido por Robert Redford (EE. UU.)

## Retrospectiva y Homenaje
Las siguientes películas estaban incluidas en la retrospectiva dedicada a Billy Wilder: 
| Título en español             | Título original           | Director(s)                                                        | País        |
| ----------------------------- | ------------------------- | ------------------------------------------------------------------ | ----------- |
| Bulldog Jack                  | Bulldog Jack              | Walter Forde                                                       | Reino Unido |
| Al morir la noche             | Dead of Night             | Alberto Cavalcanti, Charles Crichton, Basil Dearden y Robert Hamer | Reino Unido |
| Foreign Affaires              | Foreign Affaires          | Tom Walls                                                          | Reino Unido |
| Yo he sido espía              | I Was a Spy               | Victor Saville                                                     | Reino Unido |
| Sabotaje                      | Sabotage                  | Alfred Hitchcock                                                   | Reino Unido |
| Agente secreto                | Secret Agent              | Alfred Hitchcock                                                   | Reino Unido |
| El farol azul                 | The Blue Lamp             | Basil Dearden                                                      | Reino Unido |
| The Gaunt Stranger            | The Gaunt Stranger        | Walter Forde                                                       | Reino Unido |
| El hombre que sabía demasiado | The Man Who Knew Too Much | Alfred Hitchcock                                                   | Reino Unido |
| El quinteto de la muerte      | The Ladykillers           | Alexander Mackendrick                                              | Reino Unido |
| Oro en barras                 | The Lavender Hill Mob     | Charles Crichton                                                   | Reino Unido |
| 39 escalones                  | The 39 Steps              | Alfred Hitchcock                                                   | Reino Unido |

Las siguientes películas estaban incluidas en el homenaje dedicado a Peter Pewas: 
| Título en español          | Título original    | Director(s) | País |
| -------------------------- | ------------------ | ----------- | ---- |
| El asesino de la autopista | Viele kamen vorbei | Peter Pewas | RFA  |

## Palmarés
Los siguientes premios fueron entregados por el jurado profesional:
- Oso de Oroː Deprisa, deprisa de Carlos Saura
- Oso del Plata, Gran Premio del Jurado: Akaler Sandhane de Mrinal Sen
- Oso de Plata a la mejor interpretación femenina: Barbara Grabowska for Gorączka
- Oso de Plata a la mejor interpretación masculina: 
  - Anatoly Solonitsyn por 26 días en la vida de Dostoyevsky
  - Jack Lemmon por Tributo
- Oso de Plata a una carrera: Markus Imhoof por Das Boot ist voll
- Mención especial:
  - Le Grand Paysage d'Alexis Droeven
  - Zigeunerweisen